# Орінко Олександр Миколайович
Олександр Миколайович Орінко (нар. 16 грудня 1958, Харків, УРСР) — радянський та український футболіст, воротар.

## Життєпис
Вихованець харківського футболу, перший тренер — В.В. Васильєв. Розпочинав кар'єру гравця в клубах КФК у 1975 році. У 1979 році перейшов у клуб Другої ліги «Джезказганець», де провів декілька сезонів.
У 1984 році грав за «Салют» з Бєлгорода. У 1986 провів дві гри за дебютанта Першої ліги, клуб «Атлантас».
У 1988 і 1989 роках грав за команди «Волжанин» та «Балтика».
У 1991 році грав у Вищій лізі чемпіонату Литви за команду «Гранітас».
1992 рік розпочинав в команді першої російської ліги «Дружба» (Йошкар-Ола), а в сезоні 1992/93 років провів один матч за український «Верес». Потім повернувся в Литву, в сезоні 1994/95 років провів 4 матчі за клуб вищої ліги «Банга» (Гаргждай).
Після завершення кар'єри став священником. Закінчив Православний Свято-Тихоновський гуманітарний університет. Служить кліриком Покрово-Нікольського храму в Клайпеді та має канонічний сан пресвітера.